# Log (Kranjska Gora, Slovenija)
Log je naselje u slovenskoj Općini Kranjskoj Gori. Log se nalazi u pokrajini Gorenjskoj i statističkoj regiji Gorenjskoj. 

## Stanovništvo
Prema popisu stanovništva iz 2002. godine naselje je imalo 80 stanovnika.